# Mesbrecourt-Richecourt
Mesbrecourt-Richecourt är en kommun i departementet Aisne i regionen Hauts-de-France i norra Frankrike. Kommunen ligger  i kantonen Crécy-sur-Serre som ligger i arrondissementet Laon. År 2022 hade Mesbrecourt-Richecourt 318 invånare.

## Befolkningsutveckling
Antalet invånare i kommunen Mesbrecourt-Richecourt
Referens: INSEE